# Breaza, Mureș
Breaza là một xã thuộc hạt Mureș, România. Dân số thời điểm năm 2002 là 2531 người.